# Điền Tục
Điền Tục (chữ Hán: 田续, ? – ?), không rõ tên tự, người huyện Vô Chung, quận Hữu Bắc Bình , tướng lãnh nhà Tào Ngụy thời Tam Quốc.

## Cuộc đời và sự nghiệp
Điền Tục là cháu gọi Nghị lang Điền Trù bằng ông chú/bác (tức tòng tôn). Khi Điền Trù qua đời, Tào Ngụy Văn đế phong Tục làm Quan nội hầu để phụng tự Điền Trù.
Năm 263, Điền Tục làm hộ quân, theo Trấn tây tướng quân Đặng Ngải đánh Thục Hán. Điền Tục cùng Ngải vượt Âm Bình tiến đến Giang Do, tại đây ông kháng mệnh tiến quân, bị Ngải đòi giết, nhưng được tha.
Sau khi chiếm Thành Đô, Đặng Ngải bị Chung Hội, Vệ Quán vu cáo, bị bỏ xe tù giải về Lạc Dương. Chung Hội định chống lại Tư Mã Chiêu nhưng rồi bị giết, thuộc hạ của Đặng Ngải đuổi theo xe tù để giải thoát cho Ngải. Vệ Quán sợ Đặng Ngải thoát ra sẽ oán mình bắt giữ trước đây, bèn nói với Điền Tục: "Có thể báo nỗi nhục Giang Do rồi!"
Điền Tục nghe lời, bèn đem quân giết chết cha con Đặng Ngải ở phía tây Miên Trúc.
Sau này không rõ hậu sự của Điền Tục. Ông hoạt động trong khoảng hơn 40 năm, gần như toàn bộ thời gian tồn tại của nhà Tào Ngụy.